# Згарок
Зга́рок — село в Україні, у Вовковинецькій селищній громаді Хмельницького району Хмельницької області. Населення становить 440 осіб.

## Історія
30 жовтня 1921 року під час Листопадового рейду через Згарок проходила Подільська група (командувач Михайло Палій-Сидорянський) Армії Української Народної Республіки. Тут група напала на 8-й кінний полк Червоного козацтва. Частину окупантів повстанці знищили, проте деяким червоноармійцям, у тому числі й командиру 8-го полку, вдалося врятувалися втечею. Також було захоплено полковий прапор 8-го полку.

## Релігія
- церква Покрови Пресвятої Богородиці (2008, УГКЦ)

## Відомі люди
В селі народилися:
- Манастирський Михайло Володимирович (1999—2023) — солдат ЗСУ, учасник російсько-української війни.
- Мевш Михайло Павлович (1921—1944) — Герой Радянського Союзу.
- Рудник Макар Прокопович (1923—1993) — повний кавалер ордена Слави.